# سيموناس سيرابيناس
سيموناس سيرابيناس (بالليتوانية: Simonas Serapinas)‏ مواليد 24 فبراير 1982 في كلايبيدا، الجمهورية الليتوانية السوفيتية الاشتراكية، هو لاعب كرة سلة ليتواني. بدأ مسيرته الاحترافية في سنة 2002.

## المسيرة الاحترافية
لعب مع زالغيريس لكرة السلة في سنة 2002، ثم لعب مع نفيجيس في سنة 2003، ثم لعب مع أريس من سنة 2006 إلى 2008، ثم لعب مع أسكو غدينيا في سنة 2008، ثم لعب مع أزوفماش في موسم 2008–2009، ثم لعب مع نبتونس في سنة 2010، ثم لعب مع بالاكانسترو فاريزي في الدوري الإيطالي في سنة 2011.

## إحصائيات المسيرة

### الدوري الأوروبي
| السنة   | الفريق               | لعب | بدأ | دقيقة | ميداني% | ثلاثية | حرة  | ارتداد | صنع | استلاب | تصدي | نقطة | أداء |
| ------- | -------------------- | --- | --- | ----- | ------- | ------ | ---- | ------ | --- | ------ | ---- | ---- | ---- |
| 2003–04 | زالغيريس لكرة السلة  | 4   | 1   | 7.2   | .500    | .000   | .500 | .3     | .0  | .5     | .0   | 1.3  | 0.1  |
| 2004–05 | زالغيريس لكرة السلة  | 11  | 4   | 14.5  | .333    | .353   | .714 | 1.9    | .5  | .2     | .0   | 4.6  | 1.1  |
| 2005–06 | زالغيريس لكرة السلة  | 19  | 10  | 20.4  | .574    | .417   | .727 | 1.9    | 1.1 | 1.3    | .1   | 8.1  | 7.3  |
| 2006–07 | نادي أريس لكرة السلة | 19  | 6   | 9.2   | .500    | .409   | .533 | 1.5    | .1  | .3     | .1   | 2.7  | 2.3  |
| 2007–08 | نادي أريس لكرة السلة | 11  | 0   | 11.5  | .625    | .300   | .000 | 1.8    | .4  | .2     | .1   | 2.5  | 2.0  |

## روابط خارجية
- سيموناس سيرابيناس على موقع الاتحاد الدولي لكرة السلة (الإنجليزية)
- سيموناس سيرابيناس على موقع الدوري الأوروبي لكرة السلة (الإنجليزية)
- سيموناس سيرابيناس على موقع كرة السلة الأوروبية.كوم (الإنجليزية)
- سيموناس سيرابيناس على موقع ريلجم (الإنجليزية)
- سيموناس سيرابيناس على موقع بروبوليرز (الإنجليزية)
- سيموناس سيرابيناس على موقع سبورتس رفرنس (الإنجليزية)